# Tibor Gallai
Tibor Gallai   (Budapest, 15 de juliol de 1912 - Budapest, 2 de gener de 1992), nascut Tibor Grünwald, va ser un matemàtic jueu hongarès.

## Vida i Obra
Va néixer en una família jueva pobre de cognom Grünwald i que el 1939 va hongaritzar-lo canviant-lo a Gallai. El 1930, quan acabava els seus estudis secundaris, va guanyar el concurs Eötvös, cosa que li va permetre accedir a la universitat, ja que les lleis de la seva època només permetien l'ingrés d'un 5% d'alumnes jueus a les universitats. Durant els seus anys estudiantils, va formar part del seminari informal del Cercle Anònim, amb els seus col·legues Paul Erdős (amb qui va mantenir una gran amistat), Paul Turan, George Szekeres, Eszter Klein, Márta Svéd i d'altres. Es va graduar el 1935 i, a continuació, va treballar a la indústria i a les assegurances, mentre continuava dent recerca pel doctorat que va obtenir el 1940. Després de sobreviure als camps de treball nazis durant la Segona Guerra Mundial, el 1946 va ser nomenat professor d l'escola jueva de Budapest, on va tenir com alumna Vera T. Sós, i a partir de 1950 va ser professor de la Universitat Tècnica de Budapest, però ho va deixar el 1956. El 1958 va ingressar a l'Institut de matemàtiques de l'Acadèmia de Ciències d'Hongria, del qual es va retirar voluntària i anticipadament el 1968 per poder cuidar la seva esposa que va morir el 1983, després d'una llarga malaltia degenerativa.
Els seus camps de treball principals van ser la teoria de grafs, la teoria de conjunts, la combinatòria i la geometria. En aquest darrer camp és conegut per haver resolt un problema de James Joseph Sylvester i que avui porta el nom de teorema de Sylvester-Gallai. Segons el matrimoni Szekeres, era molt modest i no volia publicar les seves recerques per no demostrar la seva intel·ligència; per això, alguns dels seus descobriments, com l'hipergraf o el teorema de Dilworth, han estat atribuïts a altres matemàtics.